# Tunnel de Dullin
Le tunnel de Dullin est un tunnel routier emprunté par l'autoroute A43 reliant Lyon à Chambéry et passant sous le chaînon du mont Tournier au niveau du col du Banchet. Il est situé dans la commune de Dullin, en Savoie et mesure 1 600 m de longueur. La vitesse maximale autorisée dans le tunnel est 110 km/h.

## Caractéristiques
Le tunnel de Dullin a été construit en 1971 et mis en service en 1974. Il est composé de deux tubes monodirectionnels comprenant chacun deux voies de circulation.

### Travaux de sécurisation
En 2000-2001, à la suite de l'accident du tunnel du Mont-Blanc (1999) et de la mise en place de la circulaire 2000-63, des travaux de mise aux nouvelles normes sont menés dans le tunnel. Ces travaux ont consisté à construire des caniveaux à regards siphoïdes, qui permettent de recueillir rapidement les liquides éventuellement présents sur la chaussée, de les siphonner par un système de dépression puis de les acheminer vers des bassins de décantation et de dépollution. En cas d'incendie, les matières inflammables sont immédiatement évacuées sous la chaussée.

### Ventilation
Le système de ventilation dans le tunnel de Dullin est de type longitudinal. Des accélérateurs font circuler l'air le long des tubes pour le faire sortir par l'une des extrémités. Le courant d'air créé par ce système est de 4 m/s.